# Championnat du monde de cyclisme
Pour un article plus général, voir Cyclisme.
Pour la compétition rassemblant différents championnats tous les quatre ans, voir Championnats du monde de cyclisme UCI.
Le championnat du monde de cyclisme est une appellation générique, qui regroupe un ensemble d'épreuves de cyclisme organisées par l'UCI. Il s'agit d'épreuves, individuelles ou par équipes, disputées une fois par an. Chaque coureur représente son pays et dispute les épreuves sous le maillot de l'équipe nationale. À cette occasion les coureurs ne dépendent donc pas de l'équipe de marques ou du club auquel ils appartiennent et pour qui ils courent habituellement, mais de la fédération cycliste de leur pays. Le champion/championne du monde porte un maillot distinctif, le maillot arc-en-ciel, dans la discipline concernée pendant toute une année, de l'obtention du titre jusqu'à sa remise en jeu.
Cette appellation englobe différentes disciplines : la route, la piste, le VTT, le cyclo-cross, le BMX Racing, le cyclisme en salle et le paracyclisme, le BMX freestyle, le pump track, l'esport, le gravel.
À compter de 2023, sont organisés tous les quatre ans, durant les années pré-olympiques, les « Championnats du monde de cyclisme UCI » rassemblant en un même lieu plusieurs championnats du monde de cyclisme dans différentes disciplines (route, piste, VTT, paracyclisme...). La première édition a lieu en août 2023 à Glasgow.

## Liste des différents championnats

### Piste

#### Élites
- Epreuves actuelles

| Hommes                 |
| ---------------------- |
| Keirin                 |
| Kilomètre              |
| Vitesse individuelle   |
| Vitesse par équipes    |
| Poursuite individuelle |
| Poursuite par équipes  |
| Américaine             |
| Course aux points      |
| Course scratch         |
| Omnium                 |
| Course à l'élimination |

| Femmes                 |
| ---------------------- |
| Keirin                 |
| 500 mètres             |
| Vitesse individuelle   |
| Vitesse par équipes    |
| Poursuite individuelle |
| Poursuite par équipes  |
| Américaine             |
| Course aux points      |
| Course scratch         |
| Omnium                 |
| Course à l'élimination |

- Épreuves disparues

| \| Hommes \| \| --------------------- \| \| Demi-fond (1893-1994) \| \| Tandem (1966-1994) \| |
| Hommes                                                                                        |
| Demi-fond (1893-1994)                                                                         |
| Tandem (1966-1994)                                                                            |

#### Juniors
| Hommes                 |
| ---------------------- |
| Keirin                 |
| Kilomètre              |
| Vitesse individuelle   |
| Vitesse par équipes    |
| Poursuite individuelle |
| Poursuite par équipes  |
| Américaine             |
| Course aux points      |
| Course scratch         |
| Omnium                 |
| Course à l'élimination |

| Femmes                 |
| ---------------------- |
| Keirin                 |
| Kilomètre              |
| Vitesse individuelle   |
| Vitesse par équipes    |
| Poursuite individuelle |
| Poursuite par équipes  |
| Américaine             |
| Course aux points      |
| Course scratch         |
| Omnium                 |
| Course à l'élimination |

### Route

#### Épreuves actuelles
| Discipline             | Hommes  |
| ---------------------- | ------- |
| Contre-la-montre (ITT) | Élites  |
| Contre-la-montre (ITT) | Espoirs |
| Contre-la-montre (ITT) | Juniors |
| Course en ligne (RR)   | Élites  |
| Course en ligne (RR)   | Espoirs |
| Course en ligne (RR)   | Juniors |

| Discipline             | Femmes  |
| ---------------------- | ------- |
| Contre-la-montre (ITT) | Élites  |
| Contre-la-montre (ITT) | Espoirs |
| Contre-la-montre (ITT) | Juniors |
| Course en ligne (RR)   | Élites  |
| Course en ligne (RR)   | Espoirs |
| Course en ligne (RR)   | Juniors |

| Discipline             | Mixte                    |
| ---------------------- | ------------------------ |
| Contre-la-montre (TTT) | Relais mixte par équipes |

#### Épreuves disparues
| Discipline             | Hommes                             |
| ---------------------- | ---------------------------------- |
| Contre-la-montre (TTT) | Par équipes nationales (1962-1994) |
| Contre-la-montre (TTT) | Par équipes de marques (2012-2018) |
| Course en ligne (RR)   | Amateurs (1921-1995)               |

| Discipline             | Femmes                             |
| ---------------------- | ---------------------------------- |
| Contre-la-montre (TTT) | Par équipes nationales (1987-1994) |
| Contre-la-montre (TTT) | Par équipes de marques (2012-2018) |

### Cyclo-cross

#### Epreuves actuelles
| Hommes  |
| ------- |
| Élites  |
| Espoirs |
| Juniors |

| Femmes  |
| ------- |
| Élites  |
| Espoirs |
| Juniors |

#### Épreuves disparues
| \| Hommes \| \| -------------------- \| \| Amateurs (1967-1993) \| |
| Hommes                                                             |
| Amateurs (1967-1993)                                               |

### VTT

#### Cross-country
| Discipline                        | Hommes  |
| --------------------------------- | ------- |
| Olympique (XCO)                   | Élites  |
| Olympique (XCO)                   | Espoirs |
| Olympique (XCO)                   | Juniors |
| Short track (XCC)                 | Élites  |
| À assistance électrique (eMTB XC) | Élites  |

| Discipline                        | Femmes  |
| --------------------------------- | ------- |
| Olympique (XCO)                   | Élites  |
| Olympique (XCO)                   | Espoirs |
| Olympique (XCO)                   | Juniors |
| Short track (XCC)                 | Élites  |
| À assistance électrique (eMTB XC) | Élites  |

| Mixte                    |
| ------------------------ |
| Relais par équipes (XCR) |

#### Autres épreuves actuelles
| Discipline         | Hommes  | Femmes  |
| ------------------ | ------- | ------- |
| Eliminatoire (XCE) | Élites  | Élites  |
| Marathon (XCM)     | Élites  | Élites  |
| Descente (DH)      | Élites  | Élites  |
| Descente (DH)      | Juniors | Juniors |

#### Épreuves disparues
| Discipline                  | Hommes | Femmes |
| --------------------------- | ------ | ------ |
| Dual slalom (2000-2001)     | Élites | Élites |
| Four Cross (4X) (2002-2021) | Élites | Élites |

### Trial
| Hommes            |
| ----------------- |
| Élites 20 pouces  |
| Élites 26 pouces  |
| Juniors 20 pouces |
| Juniors 26 pouces |

| Femmes    |
| --------- |
| 20 pouces |

| Mixte       |
| ----------- |
| Par équipes |

### BMX Racing

#### Epreuves actuelles
| Hommes  |
| ------- |
| Élites  |
| Espoirs |
| Juniors |

| Femmes  |
| ------- |
| Élites  |
| Espoirs |
| Juniors |

#### Épreuves disparues
| Hommes                      |
| --------------------------- |
| Cruiser élites (1996-2010)  |
| CLM élites (2011-2016)      |
| Cruiser juniors (1996-2010) |
| CLM juniors (2011-2016)     |

| Femmes                      |
| --------------------------- |
| Cruiser élites (2006-2010)  |
| CLM élites (2011-2016)      |
| Cruiser juniors (2006-2010) |
| CLM juniors (2011-2016)     |

### En salle
Les Championnats du monde de cyclisme en salle sont composés de deux disciplines :
- Cyclisme artistique
- Cycle-ball

### Paracyclisme
Les championnats du monde de paracyclisme ont lieu tous les quatre ans et sont organisés par le Comité international paralympique jusqu'en 2006. À partir de l'édition 2006, organisée à Aigle en Suisse, ils sont organisés par l'UCI et ont lieu tous les ans.
Ils sont composés de deux championnats :
- Championnats du monde de paracyclisme sur route
- Championnats du monde de paracyclisme sur piste

### BMX freestyle
| Hommes   |
| -------- |
| Park     |
| Flatland |

| Femmes   |
| -------- |
| Park     |
| Flatland |

### Pump track
| Hommes | Femmes |
| ------ | ------ |
| Élites | Élites |

### Urbain
Les championnats du monde de cyclisme urbain regroupent, depuis 2017, les mondiaux de BMX freestyle (Park & Flatland) et de trial.